# サデクサ
サデクサ（学名: Persicaria maackiana）は、タデ科イヌタデ属の1年草。水辺に生える雑草。ミゾサデクサともいう。

## 特徴
茎には下向きの棘がある。
葉は細長いほこ形。
花は白色で、花被は花後に紅色になる。